# 出水市立鶴荘学園
出水市立鶴荘学園（いずみしりつかくしょうがくえん）は、鹿児島県出水市荘にある市立の義務教育学校である。

## 概要
2017年（平成29年）4月1日に出水市立荘中学校及び出水市立荘小学校を統合し設置された。鹿児島県内では南さつま市立坊津学園と共に初めて設置された義務教育学校である。前期課程（1年生から6年生まで）、後期課程（7年生から9年生まで）で構成され、普通教室などは旧荘小学校、特別教室は旧荘中学校の校舎を利用する。
また、学校の近くに出水ツル渡来地があることから、地域に根差した教育としてクレインパークいずみと連携し9年間ツルについて学習する独自科目である「ツル科」が設置される。

## 沿革
- 2015年（平成27年）
  - 1月 - 出水市教育委員会・校長による、職員・PTA地域への説明を行う。
  - 5月 - 第1回小中一貫教育に係る荘小学校・荘中学校合同会議を開催。
  - 12月 - コミュニティ・スクール設置に向けた準備委員会を開催。
- 2016年（平成28年）
  - 4月 - 施設隣接型小中一貫校としてスタート（乗り入れ授業開始）。
  - 6月 - 義務教育学校設置に係る準備会を開催。
  - 7月 - 学校運営協議会発足（コミュニティ・スクールとして認定）。同月、荘小学校校舎改修（職員室・校長室・保健室・コンテナ室）。
  - 11月 - ツルに関する学習についてクレインパークと研究協力を締結する。
  - 12月 - 学校設置条例の一部を改正する条例が出水市議会にて可決。
- 2017年（平成29年）
  - 4月1日 - 出水市立荘中学校と出水市立荘小学校を統合し、義務教育学校「出水市立鶴荘学園」として設置される[1]。
  - 4月5日 - 開校式を挙行[2]。開校時の生徒数は55名（前期課程：32名、後期課程：23名）である[3][4]。
  - 5月 - 管理棟と特別教室棟の渡り廊下設置。
  - 7月 - 校舎改修工事（7～9学年教室・図書室等）。
  - 9月 - 工事が完了し施設一体型義務教育学校として第2学期がスタート。

## 通学区域[6]
後期課程
- 荘上、荘下、古浜、荒崎(出水)、瀉、蕨島

前期課程
- 後期課程の学区から、蕨島地区を除いた区域。なお、蕨島地区は、蕨島小学校の学区。